# Eremophila physocalyx
Eremophila physocalyx är en flenörtsväxtart som beskrevs av Chinnock. Eremophila physocalyx ingår i släktet Eremophila och familjen flenörtsväxter. Inga underarter finns listade i Catalogue of Life.